# Siegfried Apiarius
Siegfried Apiarius, auch Sigfrid (* um 1530 in Basel; † 1565 in Bern) war ein Schweizer Buchdrucker, Xylograph und Stadtpfeifer in Bern.

## Leben
Er war ein Sohn des aus der Oberpfalz stammenden Buchdruckers Matthias Apiarius, der die erste Buchdrucker-Werkstatt in Bern in der Brunngasse 70, im heutigen Apiarius-Haus, eröffnete. Siegfrieds älterer Bruder und Geschäftspartner in Bern war der Buchdrucker und Verleger Samuel Apiarius. Im Jahr 1548 ist Apiarius in Bern noch als Student der Theologie verzeichnet, dann lernte er jedoch den Beruf des Buchbinders, arbeitete als solcher später in der Druckerei seines Vaters und war besoldeter Stadtpfeifer in Bern.
Seit 1554 arbeitete er in der Druckerwerkstatt seines in diesem Jahr verstorbenen Vaters in der Herrengasse 14/16 mit, die sein Bruder Samuel übernommen hatte. Ab April 1559, als Samuel zunächst für vier Jahre aus Bern verwiesen wurde und die Stadt 1564 nach erneuter Ausweisung für immer verließ, führte der jüngere Siegfried die Werkstatt zwar selbständig, aber in nicht mehr bedeutendem Umfang bis zum Tod weiter. Seine Druckleistung erreichte in technischer Hinsicht niemals die seines Bruders. Nach Siegfrieds Tod übernahm sein langjähriger Mitarbeiter, der Buchdrucker Bendicht (Benedikt) Ulmann, die Werkstatt der Familie Apiarius.
Apiarius heiratete 1553 Klara Wäber. Aus dieser Ehe stammen eine Tochter und drei Söhne, darunter der Buchdrucker David Apiarius, der 1582 noch in Bern erwähnt ist, dann aber 1584 in Frankfurt am Main nachgewiesen ist. Apiarius soll seiner Ehefrau kein guter Gatte und den Kindern kein guter Vater gewesen sein.
Er starb in der zweiten Hälfte des Jahres 1565 – vermutlich an der Pest, der im Kanton Bern etwa 137.000 Menschen zum Opfer fielen.